# 鈴木茜
鈴木 茜（すずき あかね、1984年4月2日 - ）は、日本の元グラビアアイドル。旧所属事務所は株式会社ティファナエンターテインメント。

## 略歴
2003年、DVD「Baroooon」でグラビアデビュー。
2006年には、2002年からの4年間、小倉優子が選出され続けてきたミスヤングアニマルに選出される。同年、同誌連載作品「ちょこッとSister」のアニメ化に伴い、第15話において本人役で声優出演、DVD第1巻の先着予約特典「みんなで踊ろう♥ねこにゃんダンス 振り付け完全マニュアルDVD」ではアニメに登場する「ねこにゃんダンス」の振り付けを猫のコスプレ姿で披露（ヤングアニマル2006年16号グラビアでは写真解析で振り付けを披露）、CD「ちょこッとSister・あんちょこ4冊目」では「ねこにゃんダンス～2006ミスヤングアニマルversion」のヴォーカルを担当した。
2007年、ヤングチャンピオン連載の「すんドめ」実写映画で、ヒロイン・早華胡桃役に抜擢。同作品は2009年までに4作公開される。
2010年3月15日に発売された週刊現代、週刊プレイボーイ、FLASH三誌で初ヘアヌードを披露し、引退を表明した。
26歳の誕生日を迎える2010年4月2日には三誌で一部が公開されたヘアヌード写真集「月刊鈴木茜 FINAL」が発売された。

## 人物

### グラビアの傾向
メディアの紹介文では、「小悪魔系ロリータ美少女」と紹介される事が多い。また、チャームポイントである大きな瞳と白い美肌、さらには長身に加え自慢の長く細い美脚のスレンダーな体型、さらにはEカップの美乳や引き締まった美尻といった抜群のスタイルを惜し気もなく披露する着エロ系。
そんな着エロ系らしく、Tバックマイクロビキニの着用が多く、Eカップのバストを出し惜しみせず、谷間はもちろん、横乳、下乳も惜し気もなく披露。アングルも胸だけでなく、Tバックの食い込みや股間を捉える事も多い。さらには乳首や股間を隠すだけ、紐でできたTバックなどのきわどいマイクロビキニや、ヒップ丸出しのOバックビキニにも挑戦している。
水着や下着姿での手ブラ、セミヌードショットも多く、DVDのジャケットに使用される事が多い。また、水着や下着姿のままシャワーやオイルローションで体を濡らし、乳首に加え、股間までも透けて見えてしまいそうな過激ショットも披露している。
また、着エロ系グラビアアイドルの中でも、とりわけ超ミニスカートからのパンチラ・パンモロが多いのが特徴。それも小悪魔系らしく恥ずかしい素振りを見せずに大胆に純白のパンティーを見せながら挑発するものが多い。パンチラの際に見えるパンティーは、生パンはもちろん、水着など見せパンの場合もある。パンティーの種類も、ヒモパン、Tバックといったエロティックなものも惜しみなく披露している。
そんな事もあって、パンチラに焦点を置いたグラビアも多く、中でも「BOMB」トレーディングカード「まるごとコスプレ2005」の超ミニスカ女子高生コスプレでのショットの多くがパンチラ・パンモロである。また、映画「すんドめ」では、パンチラを連発するだけにとどまらず、パンティーのヒモをほどいたり、パンティーを脱いだりするなどの大胆な演技を披露した。

## 作品

### 映像作品
- Baroooon（2003年10月25日）
- フェチ・ドール（2004年9月25日）
- Loli' Cat（2004年12月20日）
- Lolipop-Baby（2005年3月03日）
- Akane Pearl（2005年6月24日）
- Sweet Soul（2005年9月28日）
- 満遊記（2005年12月30日）
- SHIN YAMAGISHI DIGITAL MOVIE MUSEUM（2006年1月25日）
- harmony（2006年2月25日）
- Complete DVD Box（2006年4月30日）
- サザンクロス（2006年8月31日）
- あかねのネ!（2006年10月01日）
- あかねドロップス（2006年11月20日）
- ワプワプボディ（2007年5月17日）
- AKANE XO（2007年11月22日）
- 月刊 鈴木茜（2008年12月19日）
- 茜Bible　〜もうとまらない〜（2009年10月22日）
- すんぜん（2010年3月25日）
- 月刊 鈴木茜 FINAL（2010年4月09日）

## 出演

### テレビ番組
- P-1ゴールドラッシュ（テレビ大阪）
- シックスハンター（テレビ愛知）
- Xenos 第6話（テレビ東京）
- 勝利の女神〜3rdSTAGE〜（チバテレビ、CS371ch） - ゲスト出演
- アキハバラ@DEEP 第10-11話（TBS）

### 映画
- すんドめ - 早華胡桃 役
- すんドめ2 - 早華胡桃 役
- すんドめ3 - 早華胡桃 役
- すんドめ4 The Final - 早華胡桃 役

### Vシネマ
- グラドル戦隊 退魔巫女戦騎トリプルランサー 黄色い恐怖！破壊されたランサースーツ
- グラドル戦隊 退魔巫女戦騎トリプルランサー 青い死闘！時の牢獄からの脱出
- グラドル戦隊 退魔巫女戦騎トリプルランサー 赤い戦慄！奪われた変身パワー
- グラビアヒロインUSA THE UNION 一蓮托生 絆
- グラビアヒロインUSA THE UNION 一蓮托生 罠
- ホームレス少女～貧乏少女の恋～
- 秘書課ドロップ - 桜崎佳代 役

### CM
- ヤングアニマル（2006年）
- Tsuchizaki BC 「Give it a try編」（秋田ローカル）

### インターネット番組
- アイパイ★ちゃんねる生放送!!（2010年2月3日、ニコニコ動画 アイパイ★ちゃんねる）

### 携帯サイト
- アイドルがイッパイ （アイパイ）

## 書籍

### 写真集
- Loli' Cat（2004年10月29日）
- Akane Pearl（2005年4月28日）
- AKANEIII（2007年10月25日）
- 月刊 鈴木茜（2008年07月9日）
- 月刊 鈴木茜FINAL（2010年4月2日） - ヘアヌード写真集